# Jean de Montecorvino
Jean de Montecorvino (ou de Montecorvin), né en 1247 à Montecorvino Rovella dans le sud de l'Italie et mort à Pékin en 1328 est un franciscain, fondateur de la mission catholique de Chine. 
Il est considéré comme bienheureux par le Martyrologe des Franciscains.

## Contexte des chrétiens en Chine avant 1294
Des nestoriens étaient disséminés dans toute l'Asie et en particulier en Chine, alors connue sous le nom de Cathay. 
Ils n'étaient pas forcément des disciples de Nestorius, mais des chrétiens descendants de l'Église de Perse et complètement coupés de Rome depuis des siècles. 
On trouvait plus particulièrement des nestoriens chez les öngüt, une ethnie turque bien représentée à la cour du khagan, Kubilai Khan.
Au XIIIe siècle, à partir d'Innocent IV, la papauté fit plusieurs tentatives pour s'implanter dans les nations contrôlées par la Horde d'or, c'est-à-dire par les descendants de Gengis Khan. 
D'une façon générale, celle-ci représentait une terrible menace pour l'Occident, mais d'un autre côté, ses dirigeants, les Khans, étaient plutôt bien disposés vis-à-vis du christianisme. 
Plusieurs messages en ce sens parvinrent au pape Nicolas IV :
D'abord, au printemps 1269, les deux marchands vénitiens Nicolo et Matteo Polo, arrivèrent à Saint-Jean-d'Acre (Syrie). Ils disaient qu'ils venaient de Xanadou, le palais d'été de Kubilaï Khan situé dans les steppes de la Mongolie avant de rentrer à Rome chargés d'une ambassade pour le pape. 
Ensuite, en 1286, le gouverneur de la Perse, Arghoun envoya par l'intermédiaire de l'évêque nestorien Bar Sauma une requête semblable : le khagan Kubilai était bien disposé à l'égard des chrétiens et souhaitait que le pape envoie des missionnaires à Khanbaliq, c'est-à-dire à Pékin.

## La mission de Jean de Montecorvino

### L'envoi en mission (1289)
Pour répondre aux demandes de Kubilaï, le pape Nicolas IV envoya en mission d'abord deux dominicains qui ne dépassèrent pas l'Arménie, puis Jean de Montecorvino. 
Ce dernier quitta Rome en 1289. Il avait le dominicain Nicolas de Pistoia et le marchand Pierre de Lucalongo pour compagnons. Ils naviguèrent du golfe Persique jusqu'en Inde où ils débarquèrent en 1289. Montecorvino y prêcha pendant 13 mois et y baptisa une centaine de personnes. Après avoir traversé une immense étendue de pays inconnus, ils arrivèrent à Méliapour près de Madras en Indoustan, sans Nicolas de Pistoia, qui était mort. 
C'est en 1294 qu'il arriva en Chine, au port de Zaïton (Quanzhou, Tsiuan-Tchéou) dans le Fujian (Fo-kien). De là, il gagna Khanbalik (capitale de la dynastie Yuan sino-mongole, actuelle Pékin) où on lui annonça que Kubilaï venait de mourir. Chengzong, son fils, qui lui succède, ne fit aucun obstacle à l'apostolat missionnaire.

### L'arrivée de Jean de Montecorvino à Khanbaliq (1294)
Pierre de Lucalongo offrit à l'envoyé du pape un terrain pour bâtir une nouvelle église. Les relations avec les nestoriens n'étaient pas excellentes, mais l'apostolat de Jean s'avèra fructueux: Il réalisa six mille baptêmes, organisa une école dans son presbytère et traduisit en langue mongole quelques textes de base. Il semble bien qu'une partie des convertis aient été des nobles öngüt en rupture de nestorianisme, mais proches de Kubilaï.
Jean avait alors une cinquantaine d'année quand il partit en mission.

### L'action pastorale
En plus de la première église construite à Pékin en 1299, Jean de Montecorvino en construisit une deuxième en 1305, en face du palais impérial. Il installa également sur ce site des ateliers et des habitations. Il acheta peu à peu à des parents païens environ cent cinquante garçons de 7 à 11 ans. Ces enfants apprenaient le latin et le grec ainsi que des cantiques. Il semble donc que l'intention de Jean de Montecorvino ait été de fonder l'équivalent d'un séminaire pour former un clergé indigène.
De son côté, Jean de Montecorvino se familiarisait assez bien avec la langue mongole pour pouvoir prêcher et traduire le Nouveau Testament et les Psaumes. Il aurait ainsi converti au catholicisme un petit-fils de Kubilai Khan, le prince Ongut George (Korgis, 闊里吉思, mort en 1299), également rendu célèbre par Marco Polo sous le nom de "Prêtre Jean."
Il revendiqua avoir baptisé 10 mille mongols.
En 1304, il aurait été secondé par le frère allemand Arnold de Cologne, ce que contredit la lettre de Montecorvino en date de 1305.

### Les relations avec Rome
Ce n'est qu'en 1305 donc, plus de dix ans après son départ, que le pape, Clément V établi à Avignon, reçut de ses nouvelles, par une lettre retransmise par les missionnaires établis en Perse, dans laquelle Montecorvino dressa le bilan de son action. Dans cette lettre, il réclamait des coopérateurs, un antiphonaire, un graduel, un psautier et une vie des Saints. 
En 1307, Clément V prend la décision de le nommer archevêque et de lui envoyer sept nouveaux missionnaires. Trois seulement parviennent à Khanbaliq : Gérard d'Albuino, Pérégrin de Città di Castello et André de Pérouse ; trois autres meurent en chemin, et le dernier regagne l'Italie.
Par sa bulle d'institution, Montecorvino reçut le pouvoir d'ériger des évêchés et de les pourvoir. Aussi garda-t-il deux missionnaires auprès de lui et nomma Gérard d'Albuino, évêque de Zaïton, pour faciliter les relations avec l'Europe.
En 1311, Clément V sacra encore 3 évêques franciscains pour Khanbaliq. Un seul survécut au voyage, Pierre de Florence. 
Pendant cinq ans, l'ensemble des missionnaires reçurent une pension annuelle pour huit personnes de la part de l'Empereur ; Montecorvino érigea un évêché à Siventcheu, ville qui pourrait être Nankin ou Canton, nommée en persan Zeytou. 
En 1326, André de Pérouse, évêque de Zaïton depuis 1322, écrivit à Rome qu'il était le seul survivant de tous les évêques envoyés en soutien à Jean de Montecorvino.
En 1328, Odoric de Pordenone visita la mission de Khanbaliq. 
Jean de Montecorvino mourut en 1330 à Pékin après quarante et un ans passées sur le sol chinois.

### L'archevêché après Jean de Montecorvino
Jean de Montecorvino eut pour successeur à l'archevêché de Khanbaliq un franciscain nommé Nicolas qui dut rencontrer quelques problèmes puisqu'en 1338 les chrétiens de Tartarie se plaignaient de ne l'avoir pas vu arriver et d'être depuis huit années privés de pasteur. Le siège archiépiscopal ne tarda pas à être oublié.

## Postérité
Quand on apprit la mort de Montecorvino, à Avignon, en 1333, Jean XXII désigna le franciscain Nicolas, professeur de théologie à la faculté de Paris, pour lui succéder. 
Sans nouvelle de Nicolas, qui prit la route, en 1334, les chrétiens de Khanbaliq envoyèrent, en 1338, une délégation en Occident, avec une lettre du Grand Khan pour le pape. Benoît XIII leur envoya 4 légats qui s'embarquèrent la même année avec d'autres religieux. 
Le principal légat, Jean de Marignol fut reçu avec beaucoup d'honneurs, en 1341, à Khanbaliq. Il y demeura trois années, durant lesquelles il visita les catholiques dont il estimait le nombre à 30 000. Il mit neuf ans pour rentrer à travers l'Asie.
À partir de 1370, les relations avec le Saint-Siège furent coupées. La dynastie mongole venait d'être renversée. La nouvelle dynastie chinoise, les Ming, incluèrent le christianisme dans la proscription dont elle frappa toutes les doctrines étrangères introduites ou favorisées par les Mongols.
La mission en Chine représente un épisode héroique de l'histoire franciscaine pour Clifford Lawrence. Et Montecorvino est considéré comme le seul évêque européen réellement efficace pendant la période médiévale à Pékin. Même après sa mort, la mission en Chine a perduré pendant les quarante années suivantes.

### Canonisation
Jean de Montecorvino est considéré comme bienheureux par le Martyrologe des Franciscains et commémoré le 1er janvier. 
Quant à sa cause officielle pour l'Église catholique, elle est soumise à la Congrégation des rites du Vatican.

## Sources
- René Guennou, « Les missions catholiques », dans Histoire des religions, Gallimard, 1972
- (en) O. Hartig, « John of Montecorvino », dans The Catholic Encyclopedia, New York, Robert Appleton Company, 1910 (lire en ligne)

### Articles liés
- Matteo Ricci
- Guillaume de Rubrouck
- Évangélisation
- Église catholique en Chine
- Histoire de la Chine